# Associazione Sportiva Roma (femení)
L'Associazione Sportiva Roma (en català, Associació Esportiva de Roma), també coneguda com a AS Roma, Roma o Roma Femminile, és un club de futbol femení italià amb seu a la ciutat de Roma, a Laci. És la secció femenina del club homònim. Competeix en la Sèrie A, màxima categoria del futbol femení a Itàlia.
Fundada el 2018, els seus colors distintius són el vermell i el groc, tonalitats corresponents a l'estendard del Capitoli.
Incloent la temporada 2022-23, la Roma ha participat en cinc campionats domèstics, tots en la Sèrie A, sent el seu millor resultat el campionat de l'edició 2022-23 en que també va guanyar la Supercopa italiana. La temporada 2020-21 havia conquerit la Copa d'Itàlia. La Roma és també un dels membres de l'Associació Europea de Clubs (ECA), una organització internacional formada pels principals equips de futbol europeus, reunits en consorci per a obtenir la protecció comuna de drets esportius, legals i televisius davant la FIFA.
És un dels tres clubs de futbol (juntament amb Lazio i la Juventus) que cotitzen en la borsa de valors italiana.

## Història

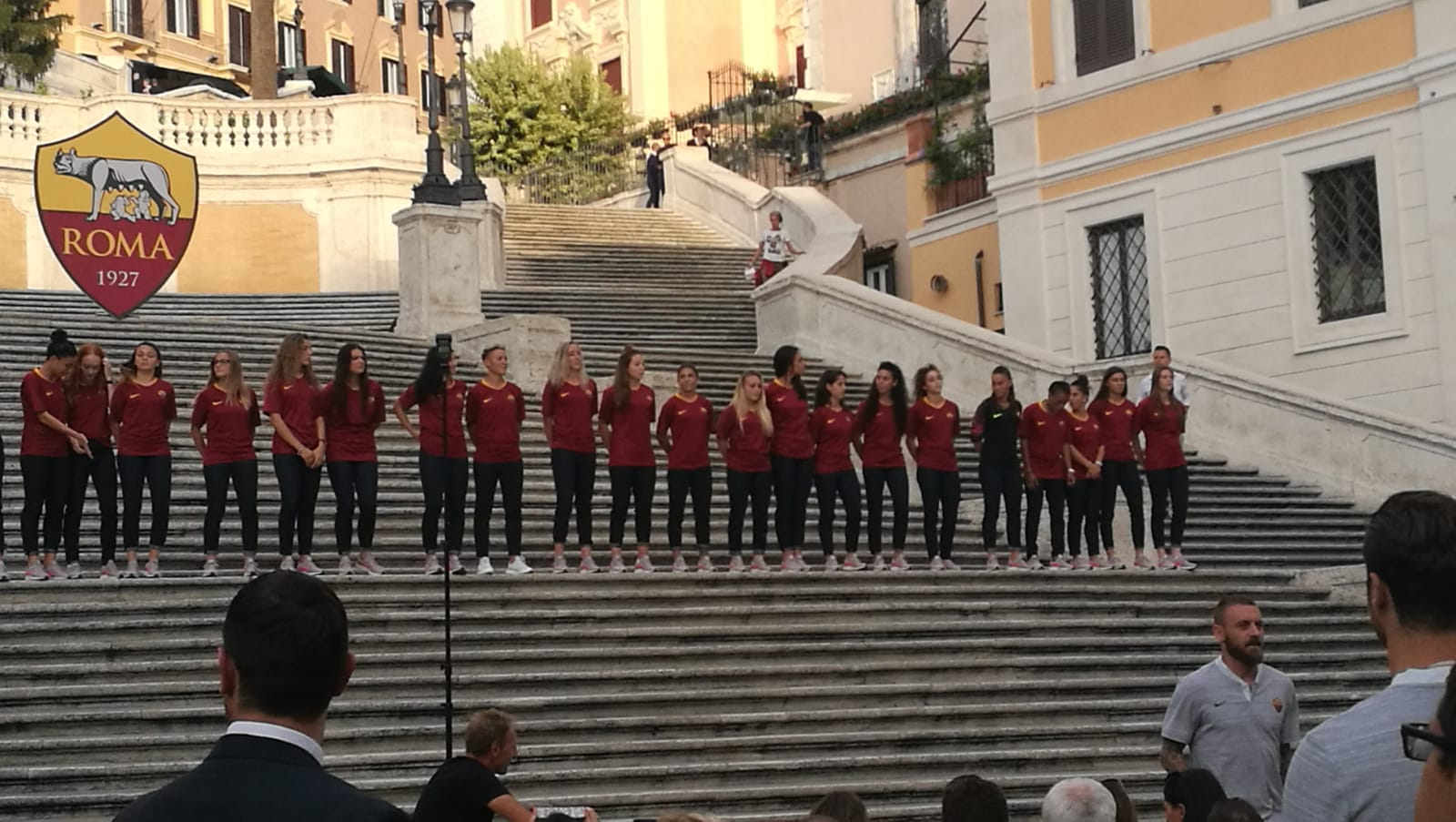
Presentació oficial de la Roma femenina.

A Roma, el futbol femení es va originar en la dècada de 1960 i va continuar en els anys següents amb la fundació de diversos clubs, entre ells Roma Calci Donne (format en 1965) i Res Roma (2004) que, encara que tots dos van adoptar el nom de la capital italiana i els colors groc i vermell, no tenen cap vincle corporatiu amb el club masculí. Des de 2015, La Lupa compta amb una secció femenina en el seu sector juvenil, no obstant això, el primer equip no es va formar fins a l'1 de juliol de 2018 gràcies a la possibilitat que va oferir la Federació Italiana de Futbol (FIGC) als clubs masculins professionals d'adquirir clubs amateurs femenins: el club capitolí va prendre el lloc de l'esmentat Res Roma, que es va desvincular de l'activitat, permetent que la Roma s'inscrivís directament a la Sèrie A.
Sota la direcció tècnica d'Elisabetta Bavagnoli, i amb 22 noves jugadores (la majoria d'elles del Res Roma), les romanes van debutar en la Sèrie A (edició 2018-19) amb una derrota per 3-2 davant el Sassuolo. El seu primer triomf va arribar el 27 d'octubre de 2018, en el xoc de la cinquena data davant el Florentia quan l'equip es va emportar un 2-1 que va inaugurar una ratxa de 4 victòries en els següents partits, finalitzant la primera ronda en cinquena posició. Durant la segona ronda van aconseguir mantenir un quart lloc durant tota aquesta part del torneig. En la Copa d'Itàlia 2018-19, la Roma va ser eliminada en semifinals per la Fiorentina: després d'un empat en l'anada, la derrota per 2-0 soferta a Florència va ser decisiva.
A la temporada 2020-21, La Lupa va conquistar el seu primer trofeu amb la victòria en la Copa d'Itàlia 2020-21. A l'any següent l'equip capitolí va aconseguir un subcampionat en la Sèrie A i en la final de la Copa d'Itàlia.

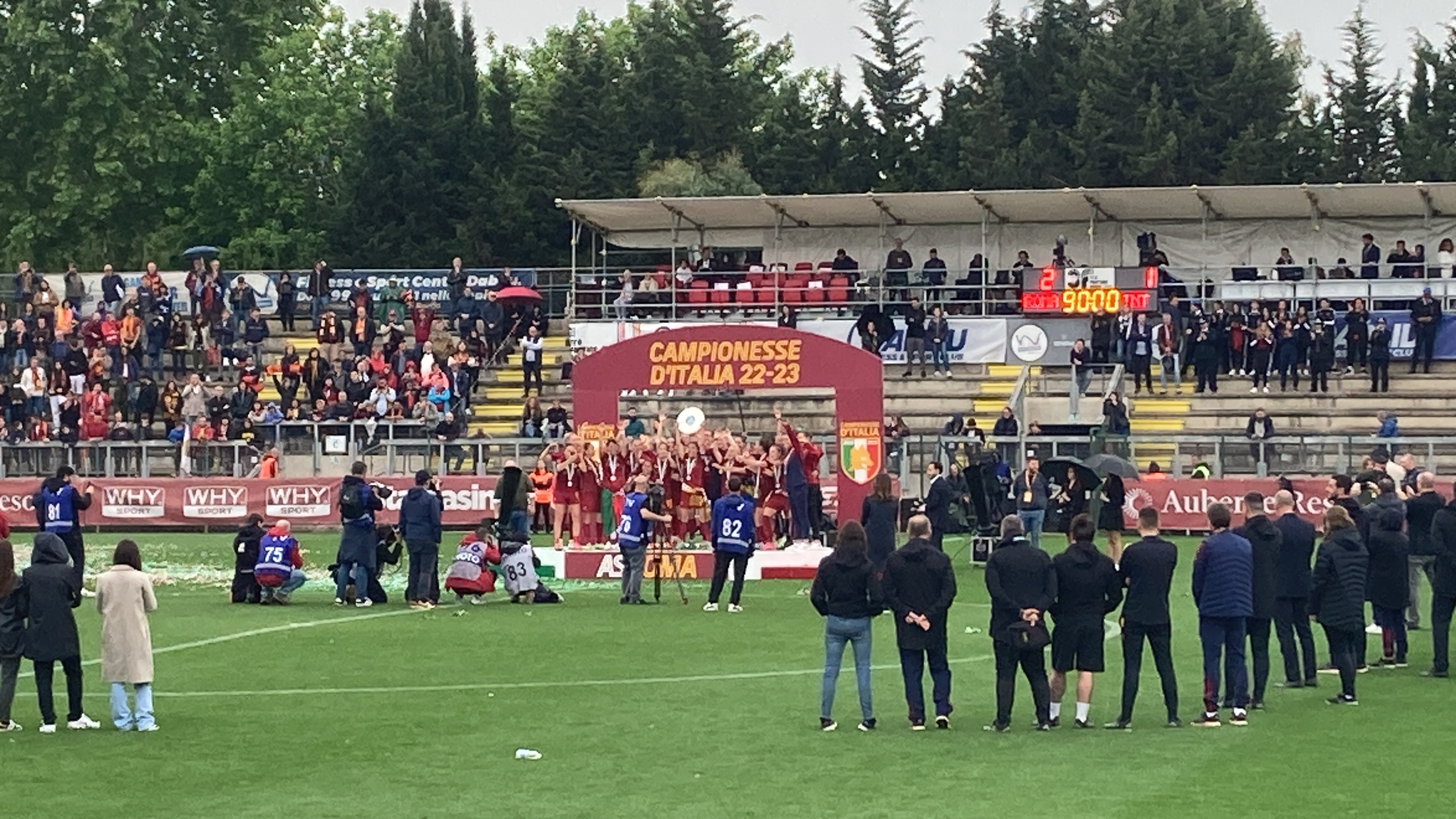
Cerimònia d'entrega del Scudetto.

La temporada 2022-2023 participa per primera vegada a la seva història a la Lliga de Campions Femenina. Supera les rondes preliminars guanyant al Glasgow City Football Club i al Paris FC en la trajectòria de la lliga del grup 1 i a les fases eliminatòries a l'Sparta Prague guanyant 1-2 fora i 4-1 a la tornada a casa. A la fase de grups es van col·locar al grup B amb VfL Wolfsburg, Slavia Praga i St. Pölten, i es va convertir en el segon italià a arribar als quarts de final amb el nou format, quedant eliminat en aquella ronda pel Futbol Club Barcelona que es va imposar en els dos partits i després guanyaria la competició.
El 5 de novembre de 2022, van guanyar la seva primera Supercopa d'Itàlia en vèncer a la Juventus als penals, després que la pròrroga acabés 1-1.
El 29 d'abril de 2023, amb motiu de la victòria per 2-1 a casa contra el Fiorentina, van guanyar per primera vegada l'scudetto.

## Palmarès
| Competición nacional     | Títols           | Subcampionats |
| ------------------------ | ---------------- | ------------- |
| Sèrie A (2/0)            | 2022-23, 2023-24 |               |
| Copa Itàlia (1/1)        | 2020-21          | 2021-22       |
| Supercopa d'Itàlia (1/1) | 2022             |               |